# روستای من، کشور من
روستای من، کشور من (به هندی: Mera Gaon Mera Desh) فیلمی محصول سال ۱۹۷۱ و به کارگردانی راج کوسلا است. در این فیلم بازیگرانی همچون درمندرا، وینود کانا، آشا پارک، لاکسمی چایا، جایانت، سدهیر ایفای نقش کرده‌اند.